# Język chinalugijski
Język chinalugijski (nazwa własna Каьатш миI) – jeden z niewielkich języków kaukaskich, używany przez Chinalugów w północnym Azerbejdżanie. Według danych szacunkowych z 2007 r. posługuje się nim 1–2 tys. osób. 
Nazwa języka i grupy etnicznej wywodzi się od nazwy wsi Xınalıq. 
Jest silnie odrębny od pozostałych przedstawicieli swojej rodziny. Stanowisko języka chinalugijskiego w obrębie języków kaukaskich jest sporne. Według niektórych opracowań język ten należy do zespołu samurskiego, podgrupy dagestańskiej w grupie północno-wschodniej (nachsko-dagestańskiej) języków kaukaskich. Niektórzy jednak językoznawcy uważają, iż język ten jest na tyle różny od pozostałych języków zespołu samurskiego, iż można go z niej wydzielić. Przy tej klasyfikacji język ten opisywany jest jako izolowany w grupie języków dagestańskich.
Język ten nie wykształcił piśmiennictwa. Jest używany wyłącznie w sytuacjach nieformalnych, w domu, wśród przyjaciół. W charakterze języka literackiego używany jest natomiast język azerski. Azerski stanowi język edukacji i środek komunikacji ponadlokalnej. Chinalugijski uchodzi za zagrożony wymarciem. Niemniej zaobserwowano, że we wsi Xınalıq pozostaje preferowanym środkiem komunikacji w obrębie społeczności. Mieszkańcy miejscowości mają pozytywny stosunek do swojego języka.

## Alfabet
| A a | B b | C c | Ç ç | Ĉ ĉ | Ċ ċ | D d | E e | Ə ə | F f |
| G g | Ğ ğ | Ĝ ĝ | H h | Ĥ ĥ | Ḣ ḣ | X x | X̂ x̂ | I ı | İ i |
| J j | K k | K̂ k̂ | K̇ k̇ | Q q | Q̂ q̂ | Q̇ q̇ | L l | M m | N n |
| O o | Ö ö | P p | P̂ p̂ | Ṗ ṗ | R r | S s | Ŝ ŝ | Ş ş | T t |
| T̂ t̂ | Ṫ ṫ | U u | Ü ü | V v | Y y | Z z | Ẑ ẑ | Ż ż |     |